# Toxina semejante a Shiga
La toxina semejante a Shiga, conocida también como verotoxina (y, por sus siglas en inglés, SLT), es una exotoxina producida por cepas de la bacteria Escherichia coli. La toxina es semejante en estructura y en actividad a la toxina Shiga producida por Shigella dysenteriae y es neutralizada por el mismo suero que se usa contra la toxina Shiga. Hay dos tipos, conocidas como SLT1 y SLT2. Ambas son tóxicas aunque antigenicamente distintas.

## Mecanismo de acción
La verotoxina de E. coli y la toxina Shiga (Shigella dysenteriae) inactivan la subunidad 60S de los ribosomas eucariotas mediante la ruptura del ARN ribosómico 28S. Este mecanismo bloquea la síntesis de proteínas en las células afectadas.
La principal manifestación de la actividad de la toxina Shiga es el daño al epitelio intestinal, causando colitis hemorrágica. Sin embargo, en un pequeño porcentaje de pacientes, estas toxinas también dañan las células endoteliales glomerulares del riñón, lo que puede llevar a síndrome urémico hemolítico (SUH) y, en algunos casos, insuficiencia renal aguda.
Por su parte, la toxina semejante a Shiga es una toxina de tipo AB5. La subunidad A inhibe la síntesis de proteínas desactivando el ARN ribosómico 28S, mientras que las subunidades B se unen al receptor Gb3 (globotriaosilceramida), que se encuentra altamente expresado en las células endoteliales del riñón y del sistema nervioso central, amplificando los efectos tóxicos en estos tejidos.